# 434 km (obwód smoleński)
434 km (ros. 434 км) – przystanek kolejowy w miejscowości Smoleńsk, w obwodzie smoleńskim, w Rosji.